# Península Coppermine
La península Coppermine es un promontorio rocoso accidentado de 1,7 kilómetros de largo, 500 metros de ancho y que ascendente unos 100 metros; que forma el extremo noroeste de la península Alfatar y la isla Robert en las islas Shetland del Sur, Antártida. Se extiende entre el estrecho Inglés (o Espora) al oeste y la bahía Carlota al este. Está unida a la península Alfatar al sureste por un estrecho istmo delimitado por la bahía Carlota al norte y la caleta Coppermine (o Mina de Cobre) al sur.

## Características
Su relieve es irregular, con alturas que varían entre los 30 y 40 metros y algunas elevaciones que superan los 80 metros, como las columnas basálticas de la Catedral de Neptuno y el cabo Morris (o Fort William), que además es su extremo noroeste. Las mismas son intrusiones del Plioceno. El resto de las rocas de la península son de origen volcánico del Cretácico Superior, que corresponden principalmente a lavas de basalto y olivino.

## Historia y toponimia
La característica fue nombrada en asociación con la caleta Coppermine, que a su vez fue nombrada por los cazadores de focas de principios del siglo XIX que la usaron como un punto de referencia para ingresar al estrecho Inglés (o Espora) desde el norte. Recibió su nombre por la coloración de los minerales de cobre de sus rocas.
Desde 1949 se encuentra el Refugio Luis Risopatrón (originalmente denominado Refugio Naval Coppermine), instalado por la Armada de Chile, actualmente administrado por el Instituto Antártico Chileno.

## Ecología
La península integra la zona antártica especialmente protegida ZAEP-112 "Península Coppermine, isla Robert, islas Shetland del Sur", bajo propuesta y conservación de Chile, con un régimen de protección ambiental especial bajo el Sistema del Tratado Antártico. La península fue primero designada Zona Especialmente Protegida (ZEP) número 16 en 1970 y su primer plan de gestión fue aprobado en 1991. Adquirió su estatus actual en 2002. El área es rica desde el punto de vista biológico y admite una gran variedad de comunidades de plantas con fauna de invertebrados asociada.

### Flora

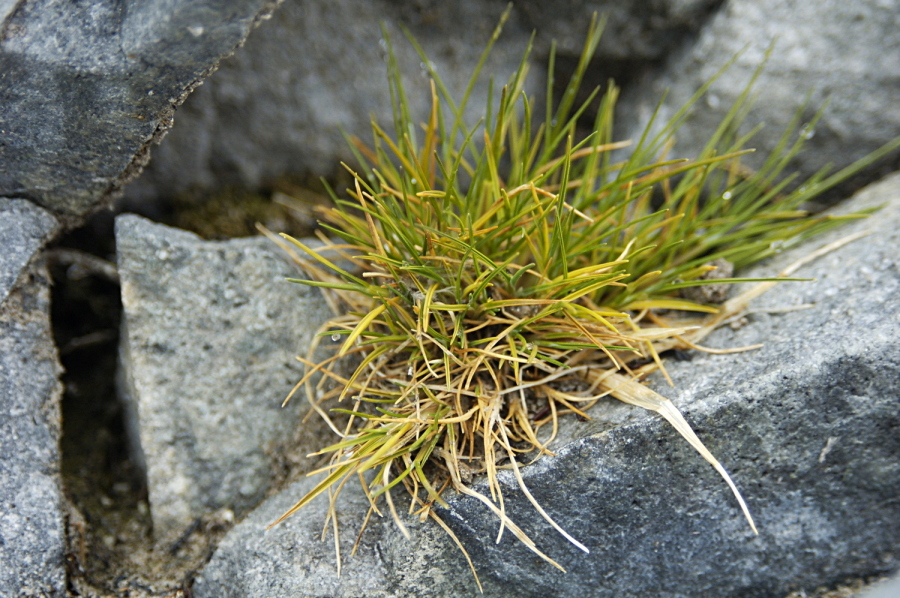
Pasto antártico (Deschampsia antarctica).

Una característica excepcional de la vegetación es una alfombra cerrada de 1,5 hectáreas de los musgos Calliergon sarmentosum, Calliergidium austro-stramineum y Drepanocladus uncinatus, que recubre una gruesa capa de turba de musgo húmedo. Es una de las comunidades de briófitas (Bryophyta sensu lato) más importantes de la Antártida. También hay una gran cantidad de líquenes, así como pasto antártico (Deschampsia antarctica).

### Fauna
Las aves que se reproducen en el sitio incluyen pingüinos barbijo (Pygoscelis antarcticus), petreles gigantes antárticos (Macronectes giganteus), paíños de Wilson (Oceanites oceanicus), charranes antárticos (Sterna vittata), gaviotas cocineras (Larus dominicanus) y págalos subantárticos (Catharacta antarctica). En el istmo se encuentran elefantes marinos del sur (Mirounga leonina), focas de Weddell (Leptonychotes weddellii) y lobos marinos antárticos (Arctophoca gazella).

## Reclamaciones territoriales
Argentina incluye a la isla Robert en el departamento Antártida Argentina dentro de la provincia de Tierra del Fuego, Antártida e Islas del Atlántico Sur; para Chile forma parte de la comuna Antártica de la provincia Antártica Chilena dentro de la Región de Magallanes y de la Antártica Chilena; y para el Reino Unido integra el Territorio Antártico Británico. Las tres reclamaciones están sujetas a las disposiciones del Tratado Antártico.
Nomenclatura de los países reclamantes: 
- Argentina: ¿?
- Chile: Península Coppermine
- Reino Unido: Coppermine Peninsula[6]